# تامی نایت
تامی نایت (انگلیسی: Tommy Knight؛ زادهٔ ۲۲ ژانویهٔ ۱۹۹۳) یک هنرپیشه اهل بریتانیا است. وی از سال ۲۰۰۱ میلادی تاکنون مشغول فعالیت بوده‌است.
از فیلم‌ها یا برنامه‌های تلویزیونی که وی در آن نقش داشته است می‌توان به ماجراهای سارا جین اشاره کرد.